# チョロゴ州
チョロゴ州(Région du Tchologo)はコートジボワール北部のサヴァヌ地方東部の州。
州都はフェルケセドゥーグー。
2014年の人口は約46.8万人。

## 地理
- 北：マリ
- 北東：ブルキナファソ
- 東：ブンカニ州
- 南：ハンボル州
- 西：ポロ州

## 行政区画
- Ferkessédougou
- Kong
- Ouangolodougou